# Mont Sefuri
Le mont Sefuri (脊振山, Sefuri-san) est une montagne culminant à 1 055 m d'altitude dans les monts Sefuri à la limite entre Fukuoka dans la préfecture de Fukuoka et Kanzaki dans la préfecture de Saga au Japon.

## Caractéristiques
Le mont Sefuri est le sommet le plus élevé de la chaîne montagneuse Sefuri entre les préfectures de Fukuoka et Saga. Avant la restauration de Meiji, cette montagne était — avec le mont Hiko — le centre de la religion shugendō dans la région. Le prêtre bouddhiste Eisai y a planté pour la première fois du thé à son retour au Japon d'un voyage dans la Chine de la dynastie Song à l'époque de Kamakura.
Au sommet du mont Sefuri se trouvent deux sites de radar. L'un est exploité par la Force aérienne d'autodéfense japonaise et l'autre par l'United States Air Force au Japon.